# Rodan
Rodan (japonsky ラドン, Radon) je fiktivní obří létající monstrum, řazené mezi tzv. kaidžú. Poprvé se objevilo v japonském filmu Sora no daikaidžú Radon z roku 1956 společnosti Tóhó a později v řadě dalších filmů, například Kaidžú sóšingeki (1968) nebo Godzilla: Final Wars (2001). V roce 2019 se monstrum objevilo ve filmu studia Legendary Pictures Godzilla II Král monster. Rodan se objevil i v několika videohrách a literatuře.
Jméno je složeno z písmen ze slova Pteranodon. V roce 2014 IGN zařadilo Rodana na šesté místo v seznamu „10 nejlepších japonských filmových monster“.

## Výskyt

### Film
- Sora no daikaidžú Radon (1956)
- Valley of the Dragons (1961, cameo)
- San daikaidžú: Čikjú saidai no kessen (1964)
- Godzilla – útok z neznáma (1965)
- Kaidžú sóšingeki (1968)
- Čikjú kógeki meirei: Godzilla tai Gigan (1972, cameo)
- Godzilla tai Megalon (1973, cameo)
- Mechagodzilla no gjakušú (1975, cameo)
- Godžira VS Mekagodžira (1993)
- Godzilla: Final Wars (2004)
- Godzilla: Kaidžú wakusei (2017, kostra)
- Godzilla II Král monster (2019)

### Televize
- Godzilla Island (1997–1998)